# Ophiorrhiza laxa
Ophiorrhiza laxa är en måreväxtart som beskrevs av Asa Gray. Ophiorrhiza laxa ingår i släktet Ophiorrhiza och familjen måreväxter.
Artens utbredningsområde är Fiji. Inga underarter finns listade i Catalogue of Life.